# 23059 Paulpaino
23059 Paulpaino (1999 XT45) là một tiểu hành tinh vành đai chính được phát hiện ngày 7 tháng 12 năm 1999 bởi Nhóm nghiên cứu tiểu hành tinh gần Trái Đất phòng thí nghiệm Lincoln Team ở Socorro, New Mexico.